# Nueva Aurora
Nueva Aurora är en ort i Mexiko.   Den ligger i kommunen La Independencia och delstaten Chiapas, i den sydöstra delen av landet, 900 km öster om huvudstaden Mexico City. Nueva Aurora ligger 1 119 meter över havet och antalet invånare är 240.
Terrängen runt Nueva Aurora är huvudsakligen kuperad, men åt sydväst är den platt. Runt Nueva Aurora är det ganska tätbefolkat, med 52 invånare per kvadratkilometer. Närmaste större samhälle är San Isidro el Zapotal, 5,6 km öster om Nueva Aurora. I omgivningarna runt Nueva Aurora växer i huvudsak städsegrön lövskog.